# Liza Cody
Pour les articles homonymes, voir Cody.
Liza Cody, pseudonyme de Liza Nassim, née le 11 avril 1944 à Londres, est un auteur britannique de romans policiers.

## Biographie
Alors qu’elle étudie aux Beaux-Arts, elle décroche une bourse d’études qui lui permet de séjourner en Italie. À son retour en Angleterre, elle parachève ses études en arts visuels et exerce ensuite divers métiers — ébéniste, photographe, peintre et designer — avant de se tourner avec succès vers l’écriture.
Fervente admiratrice des œuvres de Dashiell Hammett et de Raymond Chandler, elle entend s’en démarquer en ayant pour centre de ses romans une héroïne en butte à l’hostilité et à la misogynie des hommes.  Dès son premier roman, Vidéo dupe (1980), elle crée Anna Lee, une ancienne policière qui travaille pour l’agence Brierly Security. Cette femme courageuse se voit confier par son patron des enquêtes de routine qui, grâce à son flair, deviennent rapidement périlleuses, ce qui, au lieu de lui valoir quelque considération, fait d’elle l’objet de sarcasmes de la part de ses collègues masculins.  Personnage complexe et marginal, elle refuse dans sa vie privée d’entretenir quelque relation amoureuse que ce soit et vit avec un couple marié qui lui permet de conserver des rapports sociaux hors de son travail. 
Au fil de ses enquêtes, Anna Lee entre parfois en contact avec une informatrice des milieux de la pègre, Eva Wylie, à qui Liza Cody offre à partir de 1992 sa propre série. Catcheuse de combats miteux, Eva a un physique imposant, une âme sensible et un pois chiche comme cerveau. Videuse de boîtes de nuit, elle est également chauffeur pour M. Cheng, un restaurateur aussi malfrat que distingué. C’est cette vie faite de contacts divers et permanents avec le milieu de la pègre qui lui permet de renseigner Anna Lee dans ses enquêtes, mais son penchant pour la bouteille et la désorganisation de son existence la rendent victime d’aventures hasardeuses, narrées avec un luxe de vulgarités croustillantes. La série compte trois titres à ce jour, dont  Tête de noix, gagnant du Silver Dagger Award en 1992.
Parmi ses fictions sans héroïne récurrent, il faut citer Rift (1988), roman inspiré par un voyage de l'auteur en Afrique au milieu des années 1970, où elle fut témoin involontaire de la révolution en Éthiopie.

## Œuvre

### Romans

#### SérieAnna Lee
- Dupe (1980) Publié en français sous le titre Vidéo dupe, Paris, Librairie des Champs-Élysées, Le Masque no 2202, 1994
- Bad Company (1982)
- Stalker (1983) Publié en français sous le titre Promenons-nous dans les bois..., Paris, Librairie des Champs-Élysées, Le Masque no 2138, 1993
- Head Case (1985)
- Under Contract (1986)
- Backhand (1991) Publié en français sous le titre Maille à partir, Paris, Librairie des Champs-Élysées, Le Masque no 2253, 1995

#### SérieEva Wylie
- Bucket Nut (1992) Publié en français sous le titre Tête de noix, Paris, Librairie des Champs-Élysées, Le Masque no 2208, 1994
- Monkey Wrench (1994) Publié en français sous le titre Prise de tête, Paris, Librairie des Champs-Élysées, Le Masque no 2335, 1997
- Musclebound (1997) Publié en français sous le titre Sans la tête, Paris, Librairie des Champs-Élysées, Le Masque no 2367, 1998

#### Autres romans
- Rift (1988)
- Gimme More (2000) Publié en français sous le titre La Veuve rock’n roll, Paris, Belfond, 2003 ; réédition, Paris, J’ai lu no 7506, 2005
- Ballad of a Dead Nobody (2011)
- Miss Terry (2012)

### Nouvelles

#### Recueil de nouvelles
- Lucky Dip and Other Stories (2003)

#### Nouvelles isolées
- K.K. (1988)
- Lucky Dip (1991) Publié en français sous le titre Question de chance, dans Mauvaises Manières, Paris, Albin Michel, 1997 ; réédition, Paris, LGF, Le Livre de poche no 17061, 1999
- Where’s Stacey?  (1993)
- Turning It Round (2003)
- Art, Marriage and Death (2005)
- The Old Story (2006)
- Mr Bo (2009)
- Whole Life (2010)

## Prix et distinctions
- Silver Dagger Award 1992 pour Tête de noix
- Masque de l’année 1998 pour Sans la tête

## Sources
- Anne Martinetti, "Le Masque" : histoire d'une collection, Amiens, Encrage, coll. « Références » (no 3), 1997, 143 p. (ISBN 978-2-906389-82-3), p. 65.
- Claude Mesplède (dir.), Dictionnaire des littératures policières, vol. 1 : A - I, Nantes, Joseph K, coll. « Temps noir », 2007, 1054 p. (ISBN 978-2-910686-44-4, OCLC 315873251), p. 447-448.